# Saidi Ntibazonkiza
Saidi Ntibazonkiza (Bujumbura, 1 mei 1987) is een Burundese voetballer. Zijn positie in het veld is aanvaller.

## Clubcarrière

### Vital'O
Op zestienjarige leeftijd speelde hij al in het eerste elftal van Vital'O uit Bujumbura. Hij kwam uit voor verschillende Burundese jeugdelftallen en speelde ook 7 keer in het nationale team van Burundi onder ander op het Centraal- en Oost-Afrikaans Kampioenschap in december 2004 waar hij ook scoorde in de wedstrijd tegen Rwanda.

### N.E.C.
Als asielzoeker kwam hij eind 2005 naar Nederland. N.E.C. was de profclub die het meest in de buurt van het asielzoekerscentrum was en daar mocht hij op eigen verzoek een keer mee trainen met de A jeugd. Hij mocht meteen blijven en speelde met ingang van het seizoen 2006-2007 in Jong N.E.C. Daar maakte hij zoveel indruk dat Mario Been hem in november 2006 bij de selectie van het eerste elftal haalde en tegen Sparta maakte hij op 18 november 2006 zijn debuut voor N.E.C. Aangezien hij ondertussen over een verblijfsvergunning beschikte, tekende hij een profcontract tot medio 2009. Dit contract verlengde hij begin 2009 tot medio 2012. Ondanks het feit dat hij zijn contract verlengde, eiste hij enkele maanden later een verbeterd contract. Als dreigement voegde hij daaraan toe dat indien N.E.C. niet aan zijn eisen voldeed, hij niet langer voor N.E.C. wilde spelen. Omdat N.E.C. weigerde toe te geven, speelde Ntibazonkiza met ingang van het seizoen 2009/10 geen wedstrijd omdat de Burundees spoorloos verdwenen was. Ondertussen trainde hij op proef bij Red Bull Salzburg dat niet van de situatie op de hoogte was. Eind oktober 2009 werd het geschil bijgelegd en op 1 november maakte Ntibazonkiza weer zijn opwachting in het eerste team van N.E.C.. Het statement van N.E.C. luidde dat het niet terugnemen van Ntibazonkiza zou leiden tot kapitaalsvernietiging.

### Cracovia Kraków
Op 8 juli 2010 werd bekend dat Ntibazonkiza naar Cracovia Kraków vertrok. Met deze transfer ging hij Arek Radomski achterna. Na een goed eerste seizoen kampte hij in z'n tweede seizoen met blessures. Na de degradatie met Cracovia leek hij over te stappen naar Lech Poznan, maar hij kwam wegens knieproblemen niet door de medische keuring. Na de degradatie van Cracovia Kraków in 2012 wilden beiden partijen uit elkaar, maar een knieblessure waarna een operatie volgde belemmerde dat. Uiteindelijk liep zijn contract in 2014 af.

### Akhisar Belediyespor, Caen en Qaysar FK Qızılorda
Op 1 augustus 2014 tekende hij een contract voor twee jaar bij Akhisar Belediyespor uit Turkije. Op 20 januari 2015 werd zijn contract ontbonden. In maart 2015 was hij op proef bij Stabæk Fotball.
Op 15 september 2015 tekende Ntibazonkiza een contract tot het einde van het seizoen 2015/16, met een optie op nog twee seizoenen, bij het Franse SM Caen dat op dat moment uitkwam in de Ligue 1. Aan het einde van het seizoen 2015/16 werd zijn contract niet verlengd. Hierna zat Ntibazonkiza ruim een half jaar zonder club en sloot in februari 2017 aan bij Qaysar FK Qızılorda in Kazachstan.

### Terugkeer bij Vital'O en Tanzania
Nadat hij lang niet actief was, ging Ntibanzonkiza in 2020 weer spelen voor zijn eerste club Vital'O. In oktober 2020 maakte hij de overstap naar het Tanzaniaanse Young Africans SC. Met de club werd hij in het seizoen 2021/22 landskampioen. Medio 2022 ging hij naar Geita Gold SC. Per januari 2023 komt hij uit voor Simba SC. Medio 2024 stopte hij daar.

## Statistieken
| Seizoen | Club                 | Competitie                | Wed. | goals |
| ------- | -------------------- | ------------------------- | ---- | ----- |
| 2002/05 | Vital'O              | Kampioenschap van Burundi | ?    | ?     |
| 2006/07 | N.E.C.               | Eredivisie                | 7    | 0     |
| 2007/08 | N.E.C.               | Eredivisie                | 6    | 0     |
| 2008/09 | N.E.C.               | Eredivisie                | 28   | 5     |
| 2009/10 | N.E.C.               | Eredivisie                | 22   | 5     |
| 2010/11 | Cracovia Kraków      | Ekstraklasa               | 27   | 5     |
| 2011/12 | Cracovia Kraków      | Ekstraklasa               | 21   | 3     |
| 2012/13 | Cracovia Kraków      | I liga                    | 5    | 0     |
| 2013/14 | Cracovia Kraków      | Ekstraklasa               | 29   | 8     |
| 2014/15 | Akhisar Belediyespor | Süper Lig                 | 13   | 1     |
| 2015/16 | SM Caen              | Ligue 1                   | 14   | 1     |
| 2015/16 | SM Caen B            | CFA 2                     | 4    | 1     |
| 2017    | Qaysar FK Qızılorda  | Premjer-Liga              | 10   | 2     |

## Internationaal
Ntibanzonkiza debuteerde in 2004 in het nationale team van Burundi en speelde op het Centraal- en Oost-Afrikaans Kampioenschap in december 2004 waar hij zijn eerste doelpunt maakte. Totdat hij naar Nederland kwam speelde hij zeven wedstrijden. Op 27 maart 2011 maakte hij zijn rentree in het Burundees voetbalelftal, uit tegen Rwanda in de kwalificatie voor de Afrika Cup.